# Uporządkowanie społeczne
Uporządkowanie społeczne (ang. social ordering) jest to uszeregowanie możliwych sytuacji stanów społecznych lub świata, w których może się znaleźć społeczeństwo. Obejmuje takie sytuacje, które są obojętne względem siebie, preferowane lub gorsze od innych, ze społecznego punktu widzenie. 
Właściwości:
- przechodniość stanów
- musi być niekompletne, czyli nie uwzględniać wszystkich możliwych stanów świata
- pewne stany mogą być nieporównywalne według reguł porządkowania
- można wyrazić je jako funkcję dobrobytu społecznego (FDS)

Stan społeczny - kompletny opis sytuacji w relacji do pojedynczych lub zgrupowanych działań człowieka lub natury. Składa się z różnych cech (mogą być ekonomiczne jak i czysto społeczne na przykład wolności, prawa).
Bezpośrednie uporządkowanie społeczne występuje wtedy, gdy uporządkowanie społeczne związane jest bezpośrednio ze stanami społecznymi na podstawie pewnych zasad zewnętrznych.
Pośrednie uporządkowanie społeczne występuje wtedy, gdy uporządkowanie społeczne jest określone wyłącznie w relacji do preferencji jednostek (preferencje społeczne są wynikiem preferencji indywidualnych).
Często wiąże się z indywidualizmem etycznym (welfaryzm). Wykorzystywany w wyjaśnianiu kwestii związanych z ekonomią dobrobytu.